# Jean de Fonsec
Jean de Fonsec  , ou de Fonseque, est un évêque français du XVIe siècle . Il est le fils d'Edme, baron de Surgeres.
De Fonsec obtient le diocèse de Tulle en 1553, mais n'est point sacré. Il devient abbé de 
  Saint-Martial et se démet du siège de Tulle.